# كأس آسيا 2023
كأس آسيا 2023 هي النسخة الثامنة عشر من بطولة كأس آسيا، وهي البطولة الدولية لكرة القدم للرجال التي تُقام كل أربع سنوات في آسيا والتي ينظمها الاتحاد الآسيوي لكرة القدم. شارك في البطولة 24 منتخبًا وطنيًا بعد التوسع منذ نسخة 2019.
كان من المقرر أن تقام البطولة في الصين. ومع ذلك، في 14 مايو 2022، أعلن الاتحاد الآسيوي لكرة القدم أن الصين لن تستضيف كأس آسيا 2023 بسبب الظروف الناجمة عن جائحة فيروس كورونا وسياسة "صفر كوفيد" في الصين. في 17 أكتوبر 2022، أعلن الاتحاد الآسيوي لكرة القدم أن البطولة ستقام في دولة قطر، بالفترة من 12 يناير حتى 10 فبراير 2024.
هذه هي ثالث نسخة من البطولة تستضيفها دولة قطر، بعد نسختي 1988 و2011.
منتخب قطر هو حامل اللقب، بعد فوزه في المباراة النهائية على المنتخب الياباني في الدورة الماضية.

## اختيار الدولة المضيفة
أُعلنت الصينُ فائزة بالاستضافة في 4 يونيو 2019، عشية مؤتمر الاتحاد الدولي لكرة القدم التاسع والستين في باريس، فرنسا. ومع ذلك، نظرًا لتنازل الصين عن حقوق الاستضافة، أجرى الاتحاد الآسيوي لكرة القدم جولة ثانية من العروض، مع تحديد موعد نهائي لتقديم الطلبات في 17 أكتوبر 2022.
قدمت أربع دول عروض للاستضافة وهي أستراليا وإندونيسيا وقطر وكوريا الجنوبية، لكن أستراليا انسحبت لاحقًا في سبتمبر 2022 وإندونيسيا في 15 أكتوبر. في 17 أكتوبر، أعلن الاتحاد الآسيوي لكرة القدم فوز قطر باستضافة البطولة.

## التصفيات

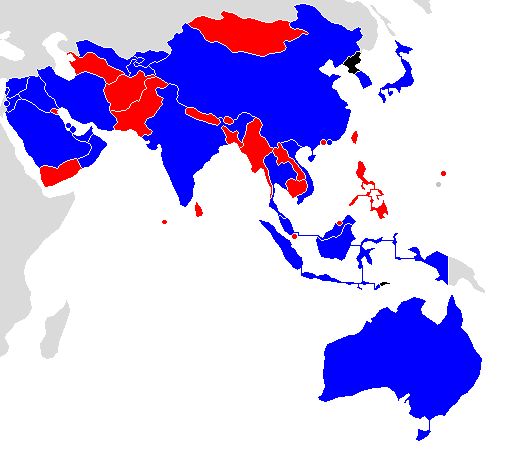
تأهل لكأس آسيا
فشل في التأهل
استبعد أو انسحب
ليس عضوًا في الاتحاد الآسيوي

شملت المرحلتان الأوليتان من التصفيات المؤهلة لكأس آسيا، أيضًا التصفيات الآسيوية لكأس العالم. شاركت قطر في الدور الثاني فقط للتأهل لكأس آسيا 2023، فقد تأهلت تلقائيًا لكأس العالم كدولة مضيفة. الصين أيضًا شاركت فقط في الجولة الثانية، حيث تأهلت في البداية تلقائيًا لكأس آسيا كدولة مضيفة.
حُرمت تيمور الشرقية من المشاركة في التصفيات، إذ تبين أن الفريق قد أرسل ما مجموعه 12 لاعبًا غير مؤهل في مباريات تصفيات كأس آسيا 2019، من بين مسابقات أخرى. ومع ذلك، نظرًا لأن الاتحاد الدولي لكرة القدم لم يمنعهم من المشاركة في تصفيات كأس العالم 2022، كان لا يزال يُسمح لتيمور الشرقية بدخول المنافسة، لكنها كانت غير مؤهلة للتأهل لكأس آسيا.
بدأت التصفيات في 6 يونيو 2019، كانت البطولة ستقام في شهري يونيو ويوليو 2023، بعد الانتقال من الجدول المعتاد في يناير وفبراير، ويرجع ذلك إلى نهائيات كأس العالم 2022 في قطر التي أقيمت في نوفمبر وديسمبر 2022. انسحبت كوريا الشمالية من التصفيات بسبب مخاوف تتعلق بالسلامة المتعلقة بجائحة فيروس كورونا.

### المنتخبات المتأهلة
شارك في البطولة 24 منتخبًا وطنيًا، بعدما أُبقي على الشكل الحالي للبطولة. من بينهم 20 منتخبًا سبق وأن شارك في نسخة 2019.
يعد منتخب الكويت هو المنتخب الوحيد الذي سبق له التتويج بالمسابقة وفشل في التأهل لهذه النسخة.
ظهر منتخب طاجيكستان في البطولة لأول مرة في تاريخه، بينما عادت هونغ كونغ للمشاركة بعد 56 عامًا من الغياب (منذ نسخة 1968)، كما شاركت إندونيسيا وماليزيا للمرة الأولى منذ استضافتهما لنسخة 2007.
فشلت أربع منتخبات كانت حاضرة في النسخة الماضية في التأهل لهذه الدورة، وهي: اليمن، وكوريا الشمالية، وتركمانستان والفلبين.
| المنتخب                  | طريقة التأهل                                             | تاريخ التأهل  | عدد مرات التأهل | أخر ظهور | أفضل نتيجة سابقة                                     |
| ------------------------ | -------------------------------------------------------- | ------------- | --------------- | -------- | ---------------------------------------------------- |
| اليابان                  | تصدر مجموعته في الجولة الثانية من تصفيات كأس آسيا        | 28 مايو 2021  | العاشرة         | 2019     | البطل (1992، 2000، 2004، 2011)                       |
| سوريا                    | تصدر مجموعته في الجولة الثانية من تصفيات كأس آسيا        | 7 يونيو 2021  | السابعة         | 2019     | مرحلة المجموعات (1980، 1984، 1988، 1996، 2011، 2019) |
| قطر                      | المضيف/تصدر مجموعته في الجولة الثانية من تصفيات كأس آسيا | 7 يونيو 2021  | الحادية عشرة    | 2019     | البطل (2019، 2023)                                   |
| كوريا الجنوبية           | تصدر مجموعته في الجولة الثانية من تصفيات كأس آسيا        | 9 يونيو 2021  | الخامسة عشرة    | 2019     | البطل (1956، 1960)                                   |
| أستراليا                 | تصدر مجموعته في الجولة الثانية من تصفيات كأس آسيا        | 11 يونيو 2021 | الخامسة         | 2019     | البطل (2015)                                         |
| إيران                    | تصدر مجموعته في الجولة الثانية من تصفيات كأس آسيا        | 15 يونيو 2021 | الخامسة عشرة    | 2019     | البطل (1968، 1972، 1976)                             |
| السعودية                 | تصدر مجموعته في الجولة الثانية من تصفيات كأس آسيا        | 15 يونيو 2021 | الحادية عشرة    | 2019     | البطل (1984، 1988، 1996)                             |
| الإمارات العربية المتحدة | تصدر مجموعته في الجولة الثانية من تصفيات كأس آسيا        | 15 يونيو 2021 | الحادية عشرة    | 2019     | الوصيف (1996)                                        |
| الصين                    | من أفضل خمسة ثواني في الجولة الثانية من تصفيات كأس آسيا  | 15 يونيو 2021 | الثالثة عشرة    | 2019     | الوصيف (1984، 2004)                                  |
| العراق                   | من أفضل خمسة ثواني في الجولة الثانية من تصفيات كأس آسيا  | 15 يونيو 2021 | العاشرة         | 2019     | البطل (2007)                                         |
| عمان                     | من أفضل خمسة ثواني في الجولة الثانية من تصفيات كأس آسيا  | 15 يونيو 2021 | الخامسة         | 2019     | دور الـ16 (2019)                                     |
| فيتنام                   | من أفضل خمسة ثواني في الجولة الثانية من تصفيات كأس آسيا  | 15 يونيو 2021 | الخامسة         | 2019     | المركز الرابع (1956, 1960)                           |
| لبنان                    | من أفضل خمسة ثواني في الجولة الثانية من تصفيات كأس آسيا  | 15 يونيو 2021 | الثالثة         | 2019     | مرحلة المجموعات (2000، 2019)                         |
| الأردن                   | تصدر مجموعته في الجولة الثالثة من تصفيات كأس آسيا        | 14 يونيو 2022 | الخامسة         | 2019     | الدور ربع النهائي (2004، 2011)                       |
| فلسطين                   | تصدر مجموعته في الجولة الثالثة من تصفيات كأس آسيا        | 14 يونيو 2022 | الثالثة         | 2019     | مرحلة المجموعات (2015، 2019)                         |
| أوزبكستان                | تصدر مجموعته في الجولة الثالثة من تصفيات كأس آسيا        | 14 يونيو 2022 | الثامنة         | 2019     | المركز الرابع (2011)                                 |
| الهند                    | تصدر مجموعته في الجولة الثالثة من تصفيات كأس آسيا        | 14 يونيو 2022 | الخامسة         | 2019     | الوصيف (1964)                                        |
| البحرين                  | تصدر مجموعته في الجولة الثالثة من تصفيات كأس آسيا        | 14 يونيو 2022 | السابعة         | 2019     | المركز الرابع (2004)                                 |
| طاجيكستان                | تصدر مجموعته في الجولة الثالثة من تصفيات كأس آسيا        | 14 يونيو 2022 | الأولى          | الأولى   | لا يوجد                                              |
| إندونيسيا                | وصيف مجموعته في الجولة الثالثة من تصفيات كأس آسيا        | 14 يونيو 2022 | الخامسة         | 2007     | مرحلة المجموعات (1996، 2000، 2004، 2007)             |
| تايلاند                  | وصيف مجموعته في الجولة الثالثة من تصفيات كأس آسيا        | 14 يونيو 2022 | الثامنة         | 2019     | المركز الثالث (1972)                                 |
| هونغ كونغ                | وصيف مجموعته في الجولة الثالثة من تصفيات كأس آسيا        | 14 يونيو 2022 | الرابعة         | 1968     | المركز الثالث (1956)                                 |
| ماليزيا                  | وصيف مجموعته في الجولة الثالثة من تصفيات كأس آسيا        | 14 يونيو 2022 | الرابعة         | 2007     | مرحلة المجموعات (1976، كأس آسيا 1980، 2007)          |
| قرغيزستان                | وصيف مجموعته في الجولة الثالثة من تصفيات كأس آسيا        | 14 يونيو 2022 | الثانية         | 2019     | دور الستة عشر (2019)                                 |

ملاحظات
1. 1 2  تحت اسم  فيتنام الجنوبية

### القرعة
أقيم السحب في دار أوبرا كتارا في الدوحة 11 مايو 2023 الساعة 14:00 بتوقيت مكة المكرمة(UTC+3).
| وعاء 1                                                                                              | وعاء 2                                                                                              | وعاء 3                                                                              | وعاء 4                                                                                            |
| --------------------------------------------------------------------------------------------------- | --------------------------------------------------------------------------------------------------- | ----------------------------------------------------------------------------------- | ------------------------------------------------------------------------------------------------- |
| قطر (61) (المضيف) · اليابان (20) · إيران (24) · كوريا الجنوبية (27) · أستراليا (29) · السعودية (54) | العراق (67) · الإمارات العربية المتحدة (72) · عمان (73) · أوزبكستان (74) · الصين (81) · الأردن (84) | البحرين (85) · سوريا (90) · فلسطين (93) · فيتنام (95) · قرغيزستان (96) · لبنان (99) | الهند (101) · طاجيكستان (109) · تايلاند (114) · ماليزيا (138) · هونغ كونغ (147) · إندونيسيا (149) |

#### نتائج القرعة
أسفرت القرعة على النحو التالي:
| مرك. | المنتخب   |
| ---- | --------- |
| A1   | قطر       |
| A2   | الصين     |
| A3   | طاجيكستان |
| A4   | لبنان     |

| مرك. | المنتخب   |
| ---- | --------- |
| B1   | أستراليا  |
| B2   | أوزبكستان |
| B3   | سوريا     |
| B4   | الهند     |

| مرك. | المنتخب                  |
| ---- | ------------------------ |
| C1   | إيران                    |
| C2   | الإمارات العربية المتحدة |
| C3   | هونغ كونغ                |
| C4   | فلسطين                   |

| مرك. | المنتخب   |
| ---- | --------- |
| D1   | اليابان   |
| D2   | إندونيسيا |
| D3   | العراق    |
| D4   | فيتنام    |

| مرك. | المنتخب        |
| ---- | -------------- |
| E1   | كوريا الجنوبية |
| E2   | ماليزيا        |
| E3   | الأردن         |
| E4   | البحرين        |

| مرك. | المنتخب   |
| ---- | --------- |
| F1   | السعودية  |
| F2   | تايلاند   |
| F3   | قرغيزستان |
| F4   | عمان      |

## قائمة الحكام
أعلن الاتحاد الآسيوي لكرة القدم في 14 سبتمبر 2023 قائمة تضم 33 حكماً و37 حكماً مساعداً وحكمين احتياطيين وحكمين مساعدين احتياطيين للبطولة، من بينهم حكمتان وثلاث حكام مساعدات. سيُستخدم حكم الفيديو المساعد (VAR) للبطولة بأكملها بعد تطبيقها بدءًا من الدور ربع النهائي فصاعدًا في نسخة 2019. كما سيُطبق نظام تقنية التسلل شبه الآلي (SAOT)، الذي يستخدم 12 كاميرا متخصصة والذكاء الاصطناعي، في جميع المباريات. هذه هي المرة الأولى التي يُطبق فيها نظام في إحدى مسابقات الاتحاد الآسيوي، ويجعل الاتحاد الآسيوي أول اتحاد قاري يطبق النظام على مستوى المنتخب الوطني القاري للرجال.
حكام
- شون إيفانز
- علي رضا فغاني[24][ملاحظات 1]
- كايت جاسويتز
- فو مينغ
- ما نينغ
- مهند قاسم سراي
- يوسوكي أراكي
- جومبي إيدا
- هيرويوكي كيمورا
- يوشيمي ياماشيتا
- أدهم مخادمة
- كيم هي جون
- كيم جونغ هيوك
- كو هيونغ جين
- محمد الهويش
- خالد الطريس
- أحمد العلي
- عبد الله جمالي
- نظمي نصر الدين
- أحمد الكاف
- عبد الرحمن الجاسم
- عبدالله المري
- خميس المري
- سلمان أحمد فلاحي
- محمد تقي
- حنا حطاب
- سيفاكورن بو-أودوم
- عمر العلي
- عادل النقبي
- محمد عبدالله حسن محمد
- أكرول ريسكوليف
- إيلغز تانتشيف

الحكام المساعدون
- آشلي بيكهام
- انتون شكيتينين
- تشانغ تشينغ
- تشو فاي
- علي رضا إلدوروم
- سعيد قاسمي
- أحمد البغدادي
- واثق السويدي
- ماكوتو بوزونو
- جون ميهارا
- تاكومي تاكاجي
- نعومي تيشيروجي
- محمد الخلف
- أحمد الرويل
- كيم كيونغ مين
- بارك سانغ جون
- يون جاي يول
- أحمد عباس
- عبدالهادي العنزي
- محمد عارف شامل بن عبد رشيد
- محمد زيرول بن خليل تان
- أبو بكر العامري
- راشد الغيثي
- سعود المقالح
- طالب المري
- زيد الشمري
- ياسر السلطان
- عبد الحنان بن عبد الحاسم
- روني كوه مين كيات
- علي أحمد
- محمد قزاز
- تانات تشوتشوين
- راوت ناكاريت
- محمد الحمادي
- حسن المهري
- تيمور جينولين
- أندري تسابينكو

الحكام الاحتياطيين
- ماجد الشمراني
- سادولو جولمورودي

الحكام المساعدون الاحتياطيون
- سا يي
- محمد العبكري

## الملاعب
قُدمت خمسُ مدن مستضيفةٍ في ملف 2027 بما في ذلك سبعة ملاعب معدة لكأس العالم 2022. اقتُرح ملعب لوسيل لاستضافة المباراة النهائية ونصف النهائي، وعلى أن يستضيف استاد البيت في الخور مباراة نصف النهائي الأخرى. ومع ذلك يُعلن عن الملاعب الرسمية للبطولة حتى الآن.[بحاجة لمصدر]
| مدينة  | ملعب                    | سعة    | مرجع   |
| ------ | ----------------------- | ------ | ------ |
| لوسيل  | ملعب لوسيل              | 88،966 | [ 26 ] |
| الخور  | استاد البيت             | 68،895 | [ 27 ] |
| الريان | استاد خليفة الدولي      | 45،857 | [ 28 ] |
| الريان | ملعب أحمد بن علي        | 45،032 | [ 29 ] |
| الريان | استاد المدينة التعليمية | 44،667 | [ 30 ] |
| الدوحة | استاد الثمامة           | 44،400 | [ 31 ] |
| الدوحة | استاد ثاني بن جاسم      | 21،175 |        |
| الدوحة | ملعب جامعة قطر          | 20،600 |        |
| الوكرة | استاد الجنوب            | 44،325 | [ 32 ] |

## حفل الافتتاح
في 12 يناير 2024 استضاف ملعب لوسيل في العاصمة القطرية الدوحة حفل افتتاح كأس آسيا 2023 الذي شهد إلقاء قائد منتخب فلسطين لقسم البطولة، وكان حفل الافتتاح بعنوان "الفصل المفقود من كليلة ودمنة"، وهو أحد الكتب التراثية الآسيوية التي تمثل التشابه الثقافي في القارة الصفراء. وشهد الحفل عدة عروض غنائية واستعراضية، وقد ترك حسن الهيدوس قائد منتخب قطر مسؤولية إلقاء قسم البطولة إلى مصعب البطاط قائد منتخب فلسطين.

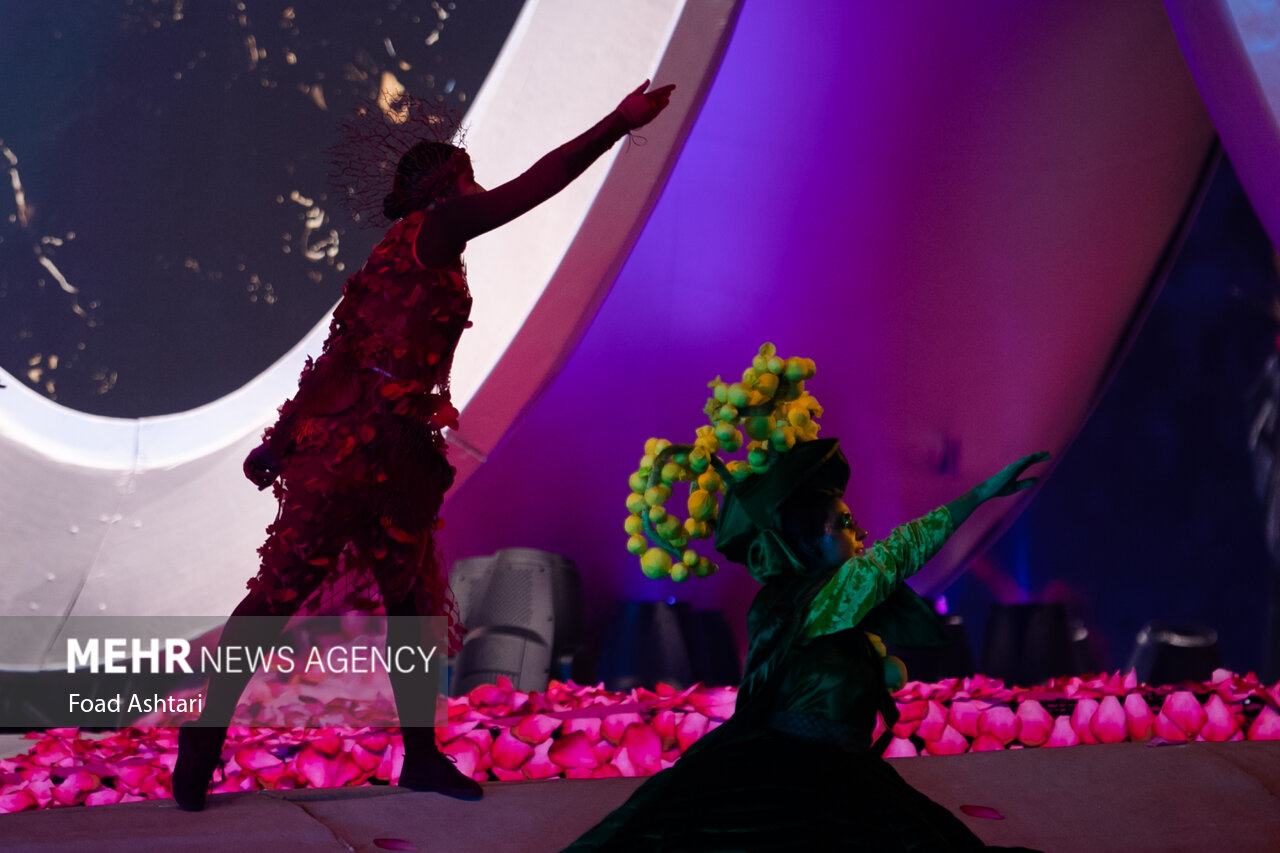
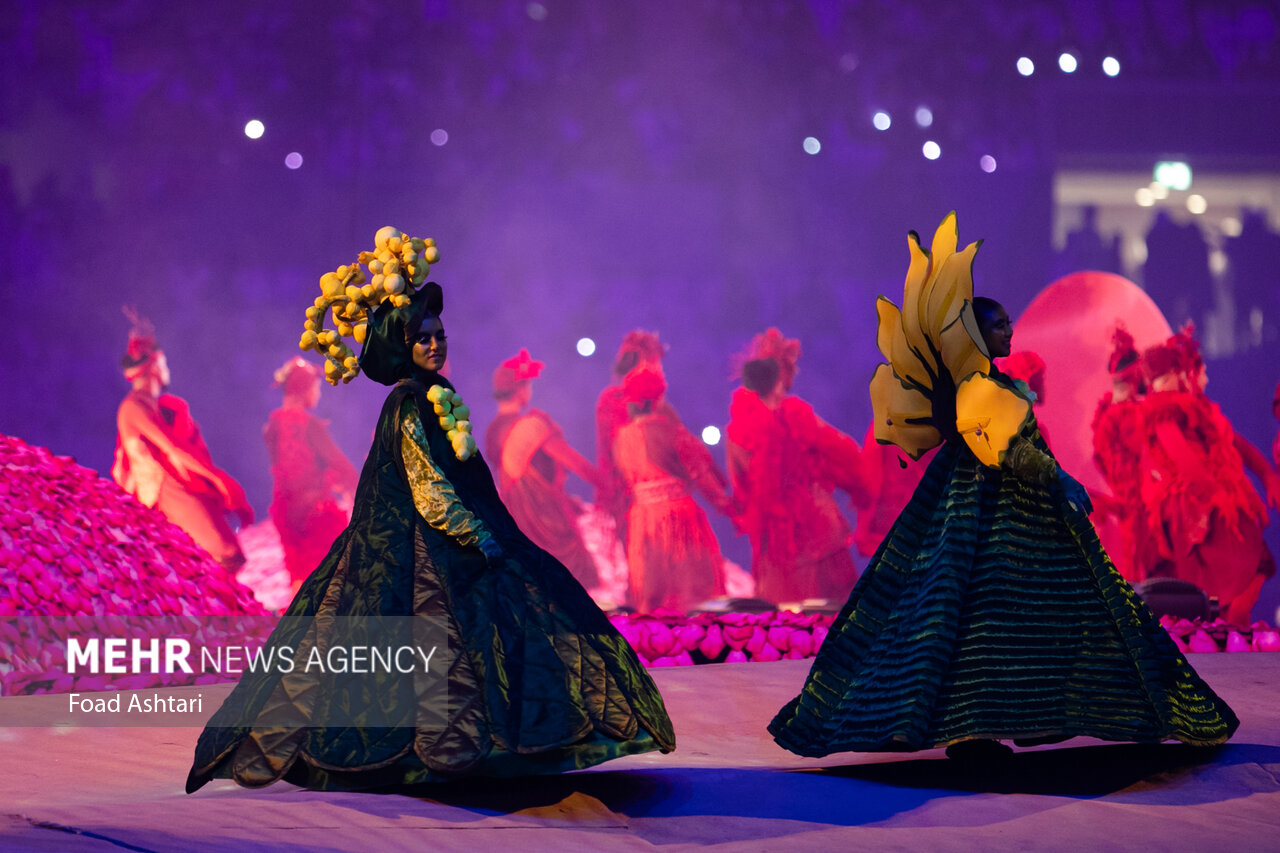
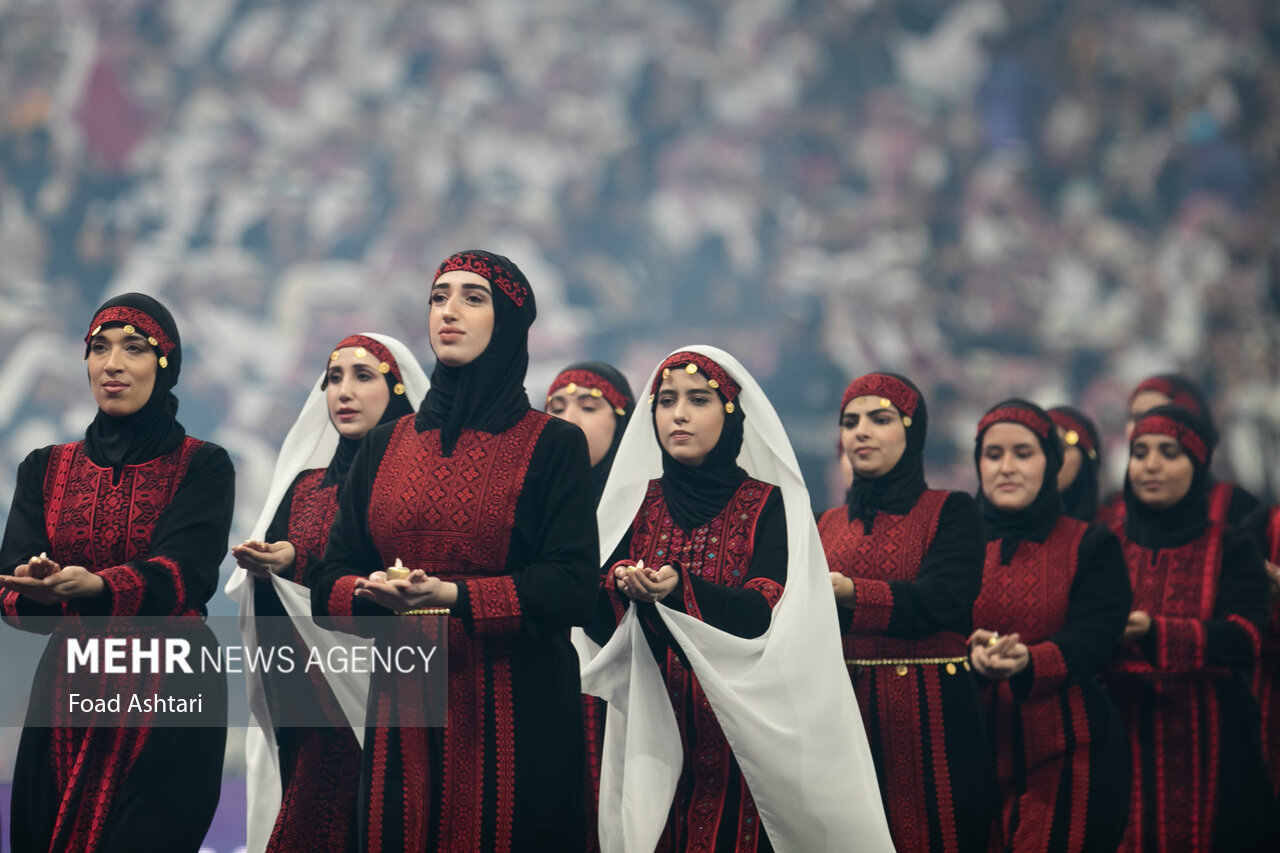
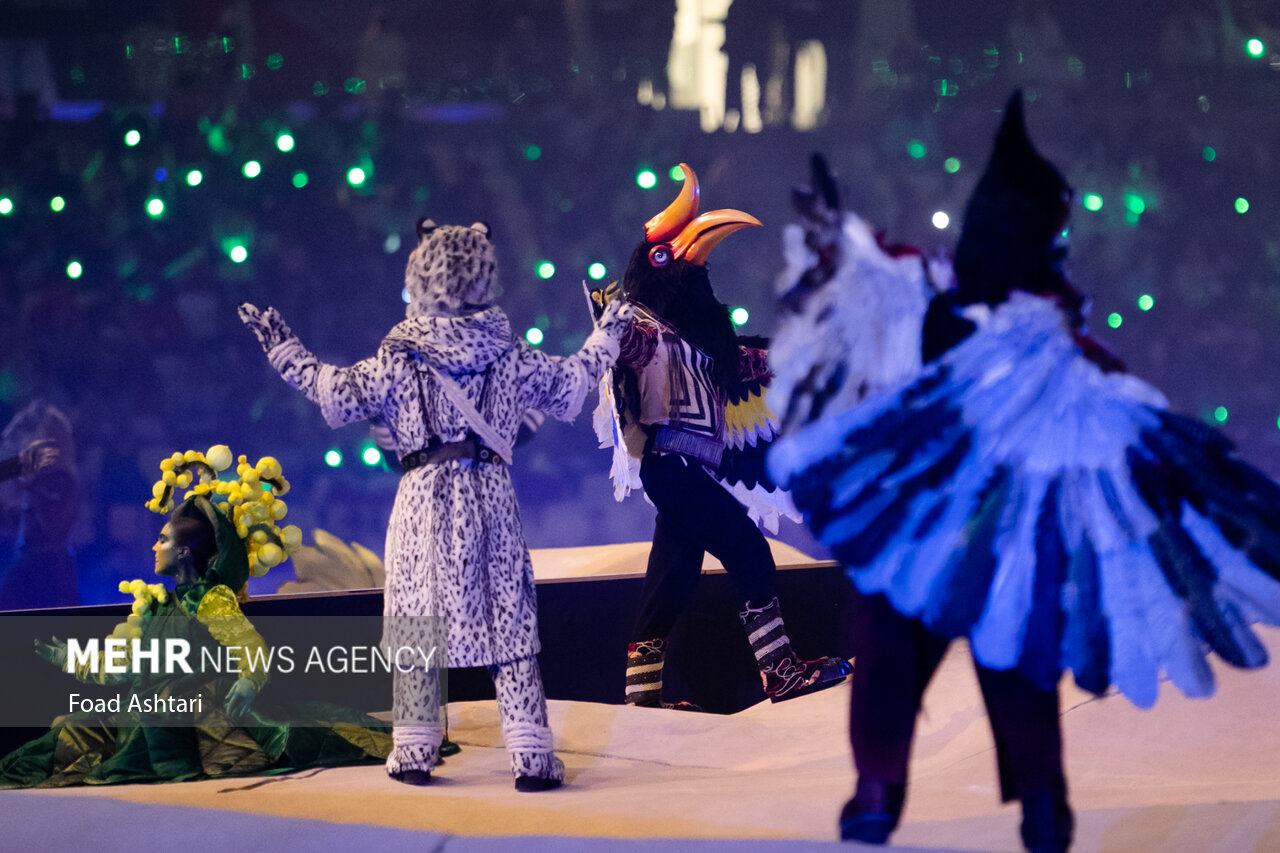
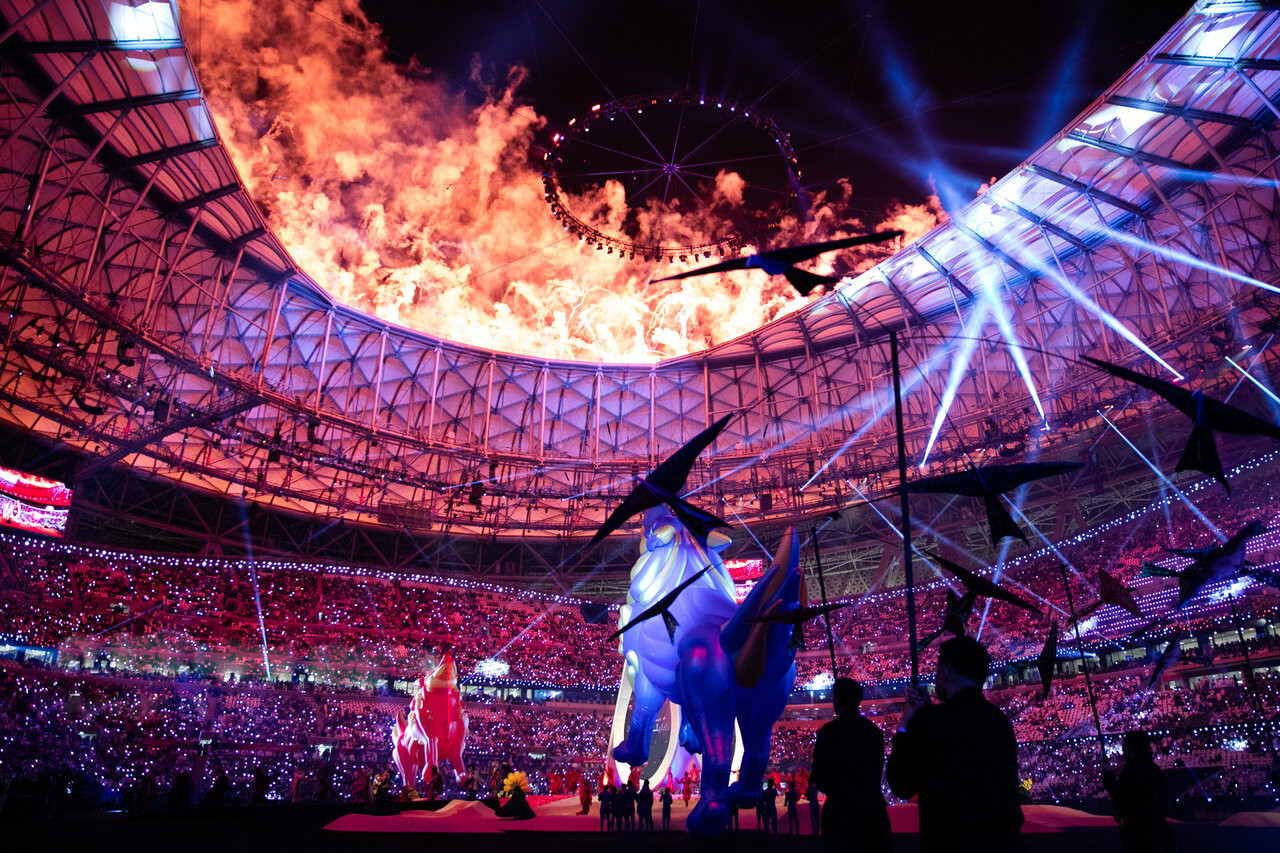

## دور المجموعات

### المجموعة الأولى

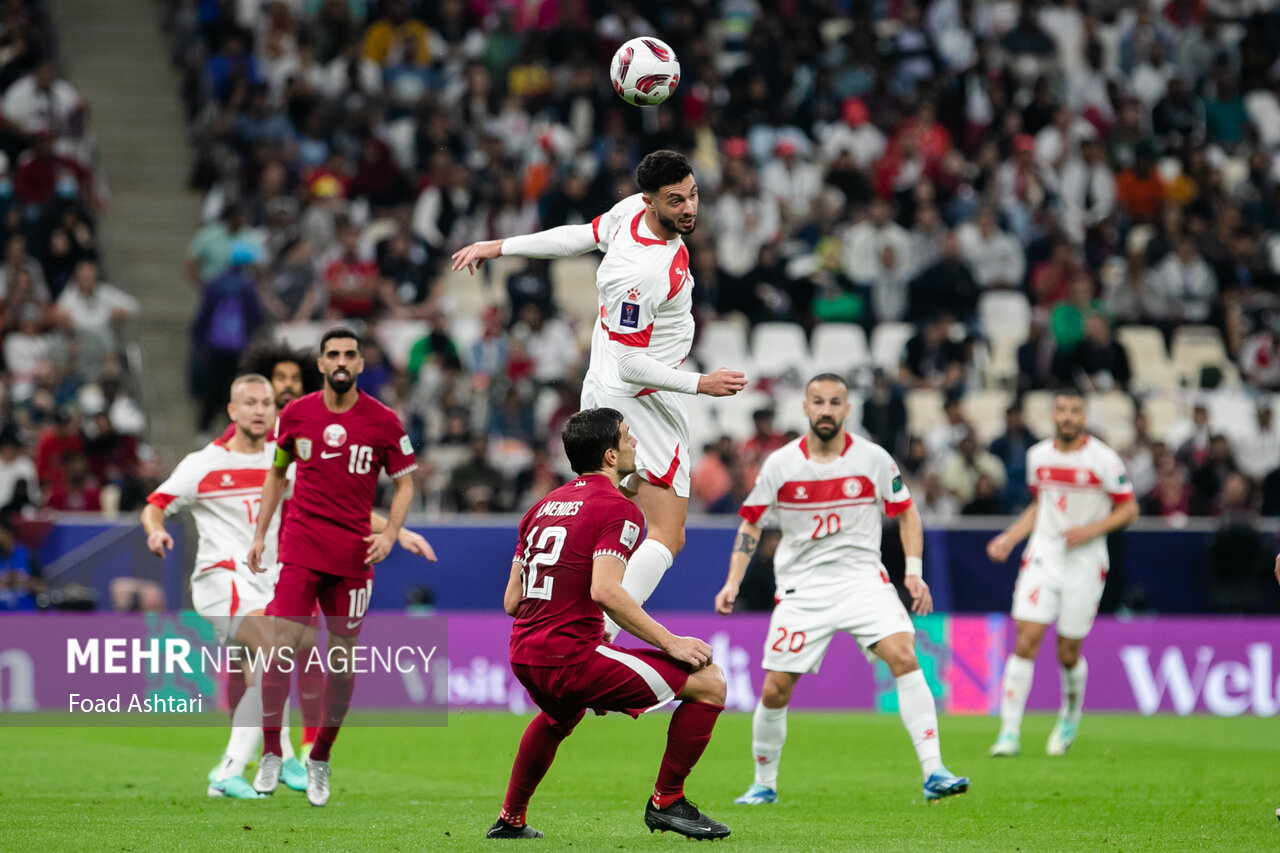
قطر ضد لبنان ضمن مواجهات المجموعة الأولى

| م | الفريق    | لعب | ف | ت | خ | أ.له | أ.ع | أ.ف | نقاط | التأهل                     |
| - | --------- | --- | - | - | - | ---- | --- | --- | ---- | -------------------------- |
| 1 | قطر (H)   | 3   | 3 | 0 | 0 | 5    | 0   | +5  | 9    | عبر إلى مرحلة خروج المغلوب |
| 2 | طاجيكستان | 3   | 1 | 1 | 1 | 2    | 2   | 0   | 4    | عبر إلى مرحلة خروج المغلوب |
| 3 | الصين     | 3   | 0 | 2 | 1 | 0    | 1   | −1  | 2    |                            |
| 4 | لبنان     | 3   | 0 | 1 | 2 | 1    | 5   | −4  | 1    |                            |

| قطر                              | 3–0   | لبنان |
| -------------------------------- | ----- | ----- |
| - أكرم عفيف 45'، 90+6' - علي 56' | تقرير |       |

| الصين | 0–0   | طاجيكستان |
| ----- | ----- | --------- |
|       | تقرير |           |

| لبنان | 0–0   | الصين |
| ----- | ----- | ----- |
|       | تقرير |       |

| طاجيكستان | 0–1   | قطر        |
| --------- | ----- | ---------- |
|           | تقرير | - 17' عفيف |

| قطر           | 1–0   | الصين |
| ------------- | ----- | ----- |
| - الهيدوس 66' | تقرير |       |

| طاجيكستان                        | 2–1   | لبنان       |
| -------------------------------- | ----- | ----------- |
| - عمرباييف 80' - حمروكولوف 90+2' | تقرير | - جرادي 47' |

### المجموعة الثانية

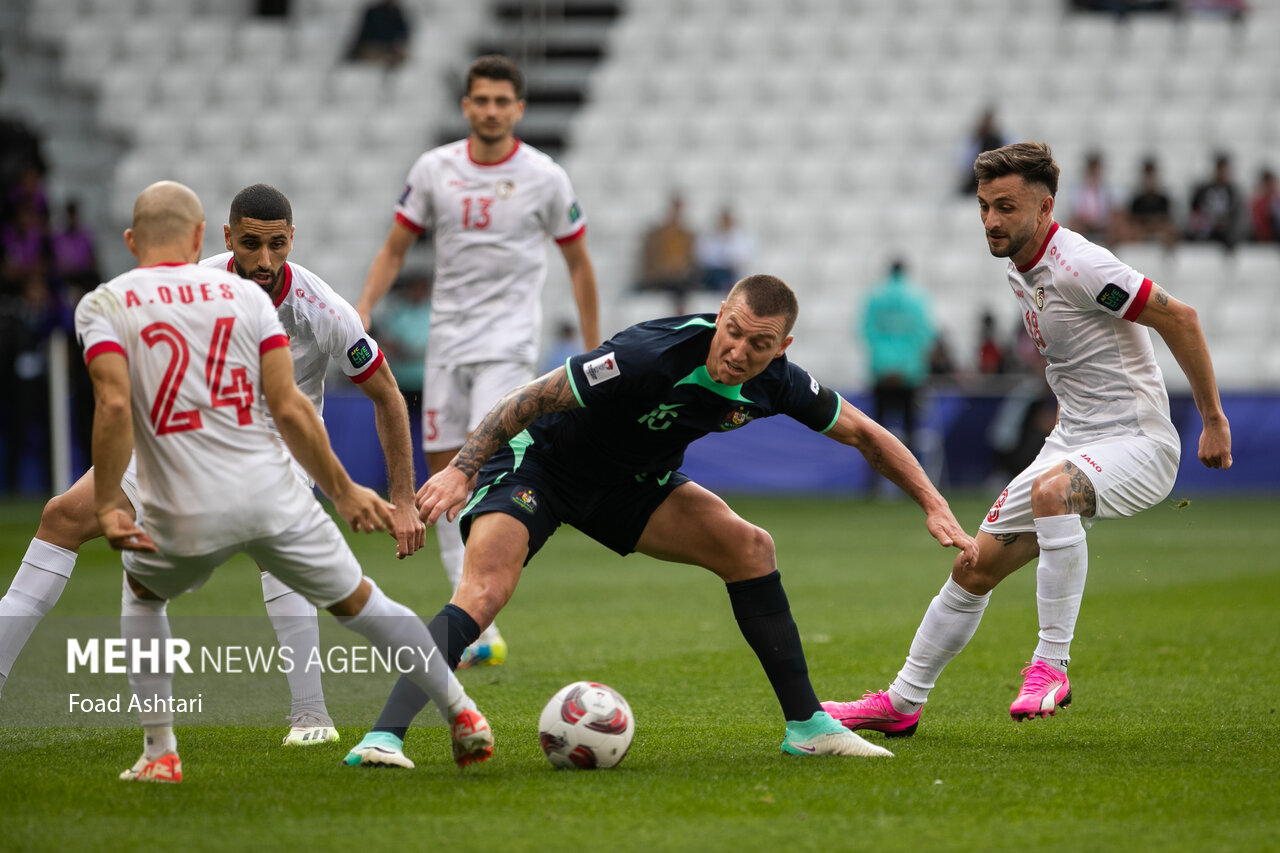
سوريا ضد أستراليا ضمن مواجهات المجموعة الثانية

| م | الفريق    | لعب | ف | ت | خ | أ.له | أ.ع | أ.ف | نقاط | التأهل                     |
| - | --------- | --- | - | - | - | ---- | --- | --- | ---- | -------------------------- |
| 1 | أستراليا  | 3   | 2 | 1 | 0 | 4    | 1   | +3  | 7    | عبر إلى مرحلة خروج المغلوب |
| 2 | أوزبكستان | 3   | 1 | 2 | 0 | 4    | 1   | +3  | 5    | عبر إلى مرحلة خروج المغلوب |
| 3 | سوريا     | 3   | 1 | 1 | 1 | 1    | 1   | 0   | 4    | عبر إلى مرحلة خروج المغلوب |
| 4 | الهند     | 3   | 0 | 0 | 3 | 0    | 6   | −6  | 0    |                            |

| أستراليا              | 2–0   | الهند |
| --------------------- | ----- | ----- |
| - إرفين 50' - بوس 73' | تقرير |       |

| أوزبكستان | 0–0   | سوريا |
| --------- | ----- | ----- |
|           | تقرير |       |

| سوريا | 0–1   | أستراليا    |
| ----- | ----- | ----------- |
|       | تقرير | - 59' إرفين |

| الهند | 0–3   | أوزبكستان                                        |
| ----- | ----- | ------------------------------------------------ |
|       | تقرير | - 4' فايزوللاييف - 18' سيرغييف - 45+4' نصرللاييف |

| أستراليا             | 1–1   | أوزبكستان        |
| -------------------- | ----- | ---------------- |
| - بويل 45+1' (ركلة.) | تقرير | - تورجونبويف 78' |

| سوريا       | 1–0   | الهند |
| ----------- | ----- | ----- |
| - خربين 76' | تقرير |       |

### المجموعة الثالثة

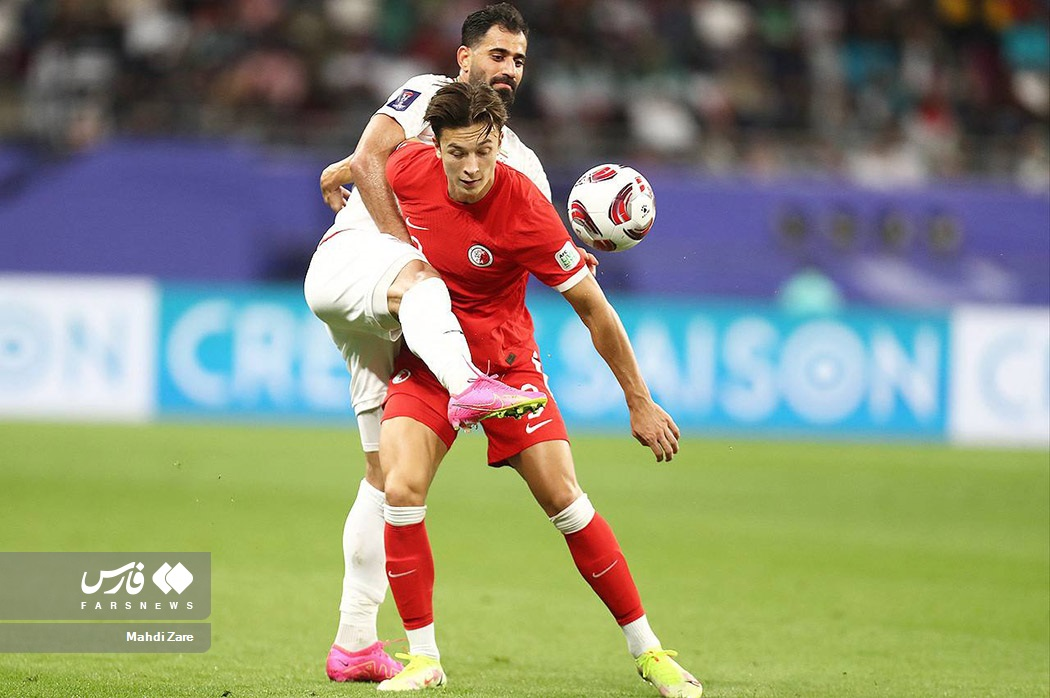
هونغ كونغ ضد إيران ضمن مواجهات المجموعة الثالثة

| م | الفريق                   | لعب | ف | ت | خ | أ.له | أ.ع | أ.ف | نقاط | التأهل                     |
| - | ------------------------ | --- | - | - | - | ---- | --- | --- | ---- | -------------------------- |
| 1 | إيران                    | 3   | 3 | 0 | 0 | 7    | 2   | +5  | 9    | عبر إلى مرحلة خروج المغلوب |
| 2 | الإمارات العربية المتحدة | 3   | 1 | 1 | 1 | 5    | 4   | +1  | 4    | عبر إلى مرحلة خروج المغلوب |
| 3 | فلسطين                   | 3   | 1 | 1 | 1 | 5    | 5   | 0   | 4    | عبر إلى مرحلة خروج المغلوب |
| 4 | هونغ كونغ                | 3   | 0 | 0 | 3 | 1    | 7   | −6  | 0    |                            |

| الإمارات العربية المتحدة                               | 3–1   | هونغ كونغ       |
| ------------------------------------------------------ | ----- | --------------- |
| - عادل 34' (ركلة.) - سلطان 53' - الغساني 90+6' (ركلة.) | تقرير | - 49' فيليب تشن |

| إيران                                                  | 4–1   | فلسطين       |
| ------------------------------------------------------ | ----- | ------------ |
| - أنصاريفرد 2' - خليل زاده 12' - قائدي 38' - آزمون 55' | تقرير | - 45+6' صيام |

| فلسطين            | 1–1   | الإمارات العربية المتحدة |
| ----------------- | ----- | ------------------------ |
| - ناصر 50' (ه.ذ.) | تقرير | - 23' عادل               |

| هونغ كونغ | 0–1   | إيران       |
| --------- | ----- | ----------- |
|           | تقرير | - 24' قائدي |

| إيران            | 2–1   | الإمارات العربية المتحدة |
| ---------------- | ----- | ------------------------ |
| - طارمي 26'، 65' | تقرير | - 90+3' الغساني          |

| هونغ كونغ | 0–3   | فلسطين                         |
| --------- | ----- | ------------------------------ |
|           | تقرير | - الدباغ 12'، 60' - القنبر 48' |

### المجموعة الرابعة

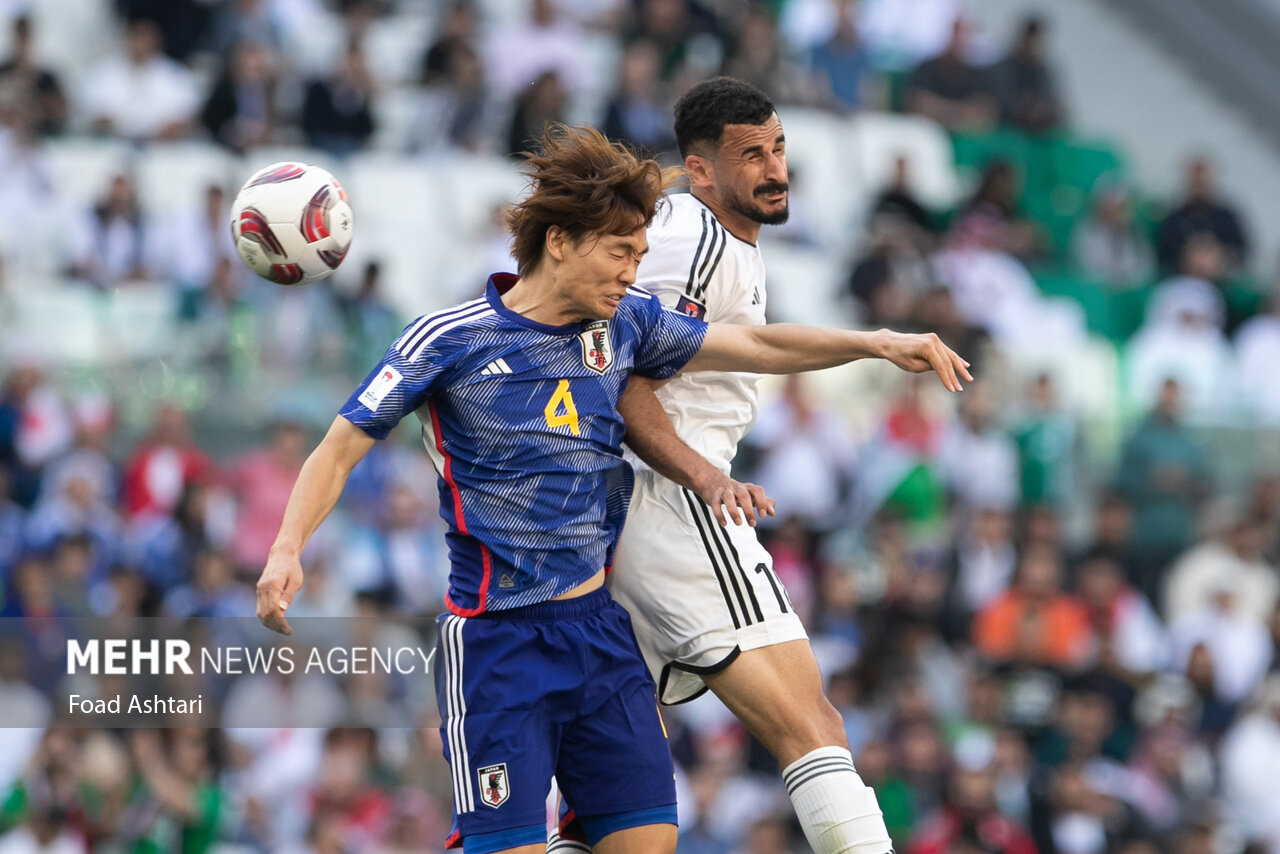
العراق ضد اليابان ضمن مواجهات المجموعة الرابعة

| م | الفريق    | لعب | ف | ت | خ | أ.له | أ.ع | أ.ف | نقاط | التأهل                     |
| - | --------- | --- | - | - | - | ---- | --- | --- | ---- | -------------------------- |
| 1 | العراق    | 3   | 3 | 0 | 0 | 8    | 4   | +4  | 9    | عبر إلى مرحلة خروج المغلوب |
| 2 | اليابان   | 3   | 2 | 0 | 1 | 8    | 5   | +3  | 6    | عبر إلى مرحلة خروج المغلوب |
| 3 | إندونيسيا | 3   | 1 | 0 | 2 | 3    | 6   | −3  | 3    | عبر إلى مرحلة خروج المغلوب |
| 4 | فيتنام    | 3   | 0 | 0 | 3 | 4    | 8   | −4  | 0    |                            |

| اليابان                                          | 4–2   | فيتنام                                 |
| ------------------------------------------------ | ----- | -------------------------------------- |
| - مينامينو 11'، 45' - ناكامورا 45+5' - أويدا 85' | تقرير | - 16' نغوين دين باك - 33' فام توان هاي |

| إندونيسيا      | 1–3   | العراق                            |
| -------------- | ----- | --------------------------------- |
| - فيردينان 37' | تقرير | - 17' علي - 45+7' رشيد - 75' حسين |

| العراق           | 2–1   | اليابان      |
| ---------------- | ----- | ------------ |
| - حسين 5'، 45+4' | تقرير | - 90+3' إندو |

| فيتنام | 0–1   | إندونيسيا            |
| ------ | ----- | -------------------- |
|        | تقرير | - 42' (ركلة.) أسناوي |

| اليابان                                    | 3–1   | إندونيسيا    |
| ------------------------------------------ | ----- | ------------ |
| - أويدا 6' (ركلة.)، 52' - هوبنر 88' (ه.ذ.) | تقرير | - والش 90+1' |

| العراق                                  | 3–2   | فيتنام                                          |
| --------------------------------------- | ----- | ----------------------------------------------- |
| - سولاقا 47' - حسين 73'، 90+12' (ركلة.) | تقرير | - بوي هوانج فيت آنه 42' - نغوين كوانغ هاي 90+1' |

### المجموعة الخامسة
| م | الفريق         | لعب | ف | ت | خ | أ.له | أ.ع | أ.ف | نقاط | التأهل                     |
| - | -------------- | --- | - | - | - | ---- | --- | --- | ---- | -------------------------- |
| 1 | البحرين        | 3   | 2 | 0 | 1 | 3    | 3   | 0   | 6    | عبر إلى مرحلة خروج المغلوب |
| 2 | كوريا الجنوبية | 3   | 1 | 2 | 0 | 8    | 6   | +2  | 5    | عبر إلى مرحلة خروج المغلوب |
| 3 | الأردن         | 3   | 1 | 1 | 1 | 6    | 3   | +3  | 4    | عبر إلى مرحلة خروج المغلوب |
| 4 | ماليزيا        | 3   | 0 | 1 | 2 | 3    | 8   | −5  | 1    |                            |

| كوريا الجنوبية                            | 3–1   | البحرين      |
| ----------------------------------------- | ----- | ------------ |
| - هوانغ إن-بيوم 38' - لي كانغ إن 56'، 68' | تقرير | - 51' الحشاش |

| ماليزيا | 0–4   | الأردن                                       |
| ------- | ----- | -------------------------------------------- |
|         | تقرير | - 12'، 32' المرضي - 18' (ركلة.)، 85' التعمري |

| الأردن                                     | 2–2   | كوريا الجنوبية                                   |
| ------------------------------------------ | ----- | ------------------------------------------------ |
| - بارك جونغ-وو 37' (ه.ذ.) - النعيمات 45+6' | تقرير | - سون هيونغ مين 9' (ركلة.) - بو عرب 90+1' (ه.ذ.) |

| البحرين     | 1–0   | ماليزيا |
| ----------- | ----- | ------- |
| - مدن 90+5' | تقرير |         |

| كوريا الجنوبية                                                       | 3–3   | ماليزيا                                        |
| -------------------------------------------------------------------- | ----- | ---------------------------------------------- |
| - جيونغ وو يونغ 21' - هازمي 82' (ه.ذ.) - سون هيونغ مين 90+4' (ركلة.) | تقرير | - حليم 51' - عارف 62' (ركلة.) - موراليس 90+15' |

| الأردن | 0–1   | البحرين    |
| ------ | ----- | ---------- |
|        | تقرير | - هلال 34' |

### المجموعة السادسة

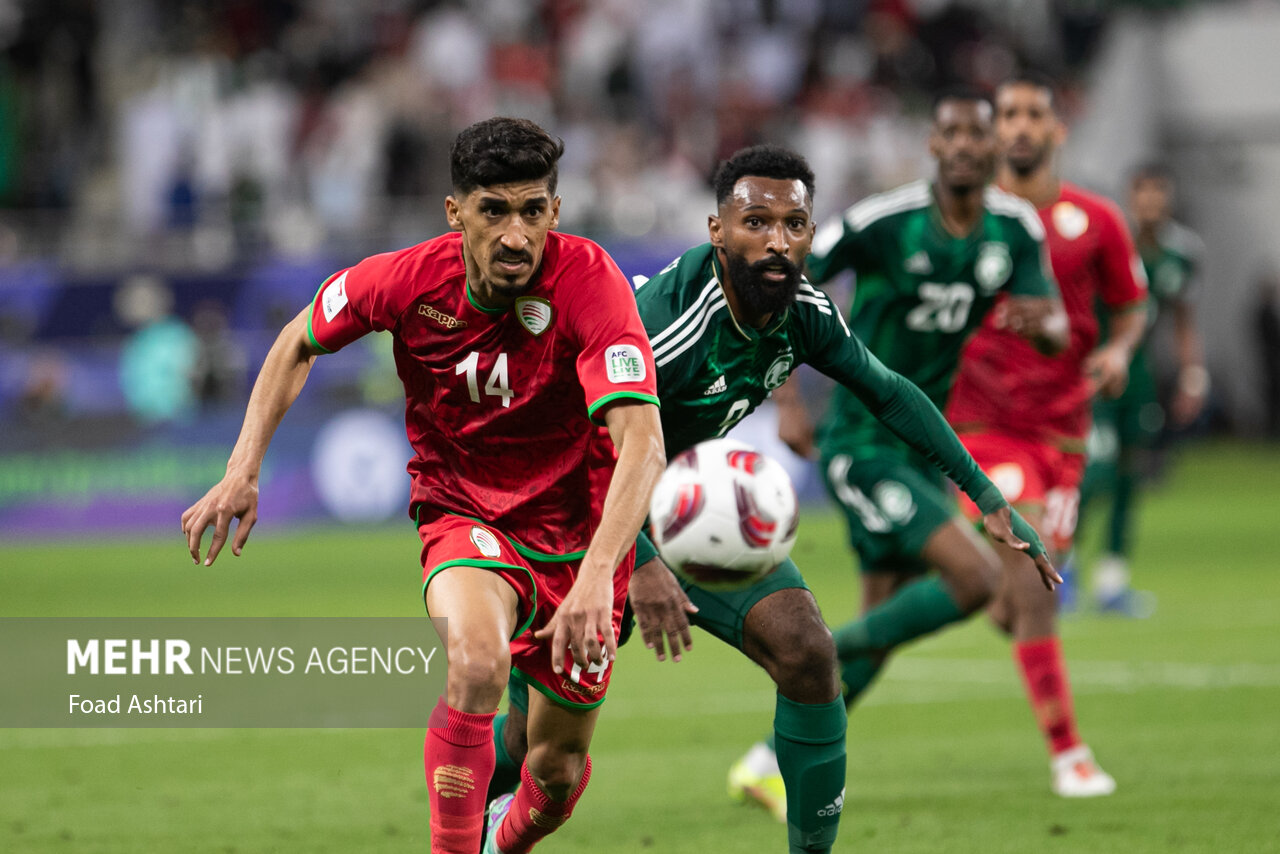
السعودية ضد عمان ضمن مواجهات المجموعة السادسة

| م | الفريق    | لعب | ف | ت | خ | أ.له | أ.ع | أ.ف | نقاط | التأهل                     |
| - | --------- | --- | - | - | - | ---- | --- | --- | ---- | -------------------------- |
| 1 | السعودية  | 3   | 2 | 1 | 0 | 4    | 1   | +3  | 7    | عبر إلى مرحلة خروج المغلوب |
| 2 | تايلاند   | 3   | 1 | 2 | 0 | 2    | 0   | +2  | 5    | عبر إلى مرحلة خروج المغلوب |
| 3 | عمان      | 3   | 0 | 2 | 1 | 2    | 3   | −1  | 2    |                            |
| 4 | قرغيزستان | 3   | 0 | 1 | 2 | 1    | 5   | −4  | 1    |                            |

| تايلاند             | 2–0   | قرغيزستان |
| ------------------- | ----- | --------- |
| - سوباتشاي 26'، 49' | تقرير |           |

| السعودية                   | 2–1   | عمان                   |
| -------------------------- | ----- | ---------------------- |
| - غريب 78' - البليهي 90+6' | تقرير | - اليحيائي 15' (ركلة.) |

| عمان | 0–0   | تايلاند |
| ---- | ----- | ------- |
|      | تقرير |         |

| قرغيزستان | 0–2   | السعودية                |
| --------- | ----- | ----------------------- |
|           | تقرير | - 35' كنو - 84' الغامدي |

| السعودية | 0–0   | تايلاند |
| -------- | ----- | ------- |
|          | تقرير |         |

| قرغيزستان  | 1–1   | عمان         |
| ---------- | ----- | ------------ |
| - كوجو 80' | تقرير | - الغساني 8' |

### ترتيب فرق المركز الثالث
| م | مج      | الفريق    | لعب | ف | ت | خ | أ.له | أ.ع | أ.ف | نقاط | التأهل                     |
| - | ------- | --------- | --- | - | - | - | ---- | --- | --- | ---- | -------------------------- |
| 1 | الخامسة | الأردن    | 3   | 1 | 1 | 1 | 6    | 3   | +3  | 4    | عبر إلى مرحلة خروج المغلوب |
| 2 | الثالثة | فلسطين    | 3   | 1 | 1 | 1 | 5    | 5   | 0   | 4    | عبر إلى مرحلة خروج المغلوب |
| 3 | الثانية | سوريا     | 3   | 1 | 1 | 1 | 1    | 1   | 0   | 4    | عبر إلى مرحلة خروج المغلوب |
| 4 | الرابعة | إندونيسيا | 3   | 1 | 0 | 2 | 3    | 6   | −3  | 3    | عبر إلى مرحلة خروج المغلوب |
| 5 | السادسة | عمان      | 3   | 0 | 2 | 1 | 2    | 3   | −1  | 2    |                            |
| 6 | الأولى  | الصين     | 3   | 0 | 2 | 1 | 0    | 1   | −1  | 2    |                            |

## مرحلة خروج المغلوب
إذا انتهت أي مباراة في وقتها الأصلي بالتعادل، يتم اللجوء إلى الوقت الإضافي، ثم إلى ركلات الجزاء الترجيحية في حال استمرار التعادل.

### المسار
|  | دور الستة عشر                              | دور الستة عشر                              |                                      |       | ربع النهائي | ربع النهائي |  |  | نصف النهائي | نصف النهائي |  |  | النهائي | النهائي |
|  |                                            |                                            |                                      |       |             |             |  |  |             |             |  |  |         |         |
|  | 28 يناير 2024 – الريان (أحمد بن علي)       |                                            |                                      |       |             |             |  |  |             |             |  |  |         |         |
|  |                                            |                                            |                                      |       |             |             |  |  |             |             |  |  |         |         |
|  | طاجيكستان (ج.)                             | 1 (5)                                      |                                      |       |             |             |  |  |             |             |  |  |         |         |
|  | طاجيكستان (ج.)                             | 1 (5)                                      | 2 فبراير2024 – الريان (أحمد بن علي)  |       |             |             |  |  |             |             |  |  |         |         |
|  | الإمارات العربية المتحدة                   | 1 (3)                                      |                                      |       |             |             |  |  |             |             |  |  |         |         |
|  | الإمارات العربية المتحدة                   | 1 (3)                                      | طاجيكستان                            | 0     |             |             |  |  |             |             |  |  |         |         |
|  | 29 يناير 2024 – الريان (خليفة)             |                                            | طاجيكستان                            | 0     |             |             |  |  |             |             |  |  |         |         |
|  |                                            | الأردن                                     | 1                                    |       |             |             |  |  |             |             |  |  |         |         |
|  | العراق                                     | الأردن                                     | 1                                    | 2     |             |             |  |  |             |             |  |  |         |         |
|  | العراق                                     |                                            | 6 فبراير 2024 – الريان (أحمد بن علي) | 2     |             |             |  |  |             |             |  |  |         |         |
|  | الأردن                                     | 3                                          |                                      |       |             |             |  |  |             |             |  |  |         |         |
|  | الأردن                                     | 3                                          | الأردن                               | 2     |             |             |  |  |             |             |  |  |         |         |
|  | 28 يناير 2024 – الدوحة (جاسم بن حمد)       |                                            | الأردن                               | 2     |             |             |  |  |             |             |  |  |         |         |
|  |                                            | كوريا الجنوبية                             | 0                                    |       |             |             |  |  |             |             |  |  |         |         |
|  | أستراليا                                   | كوريا الجنوبية                             | 0                                    | 4     |             |             |  |  |             |             |  |  |         |         |
|  | أستراليا                                   | 2 فبراير 2024 – الوكرة                     |                                      | 4     |             |             |  |  |             |             |  |  |         |         |
|  | إندونيسيا                                  | 0                                          |                                      |       |             |             |  |  |             |             |  |  |         |         |
|  | إندونيسيا                                  | 0                                          | أستراليا                             | 1     |             |             |  |  |             |             |  |  |         |         |
|  | 30 يناير 2024 – الريان (المدينة التعليمية) |                                            | أستراليا                             | 1     |             |             |  |  |             |             |  |  |         |         |
|  |                                            | كوريا الجنوبية (ب.و.إ.)                    | 2                                    |       |             |             |  |  |             |             |  |  |         |         |
|  | السعودية                                   | كوريا الجنوبية (ب.و.إ.)                    | 2                                    | 1 (2) |             |             |  |  |             |             |  |  |         |         |
|  | السعودية                                   |                                            | 10 فبراير 2024 – لوسيل               | 1 (2) |             |             |  |  |             |             |  |  |         |         |
|  | كوريا الجنوبية (ج.)                        | 1 (4)                                      |                                      |       |             |             |  |  |             |             |  |  |         |         |
|  | كوريا الجنوبية (ج.)                        | 1 (4)                                      | الأردن                               | 1     |             |             |  |  |             |             |  |  |         |         |
|  | 31 يناير 2024 – الدوحة (عبد الله بن خليفة) |                                            | الأردن                               | 1     |             |             |  |  |             |             |  |  |         |         |
|  |                                            | قطر                                        | 3                                    |       |             |             |  |  |             |             |  |  |         |         |
|  | إيران (ج.)                                 | قطر                                        | 3                                    | 1 (5) |             |             |  |  |             |             |  |  |         |         |
|  | إيران (ج.)                                 | 3 فبراير 2024 – الريان (المدينة التعليمية) |                                      | 1 (5) |             |             |  |  |             |             |  |  |         |         |
|  | سوريا                                      | 1 (3)                                      |                                      |       |             |             |  |  |             |             |  |  |         |         |
|  | سوريا                                      | 1 (3)                                      | إيران                                | 2     |             |             |  |  |             |             |  |  |         |         |
|  | 31 يناير 2024 – الدوحة (الثمامة)           |                                            | إيران                                | 2     |             |             |  |  |             |             |  |  |         |         |
|  |                                            | اليابان                                    | 1                                    |       |             |             |  |  |             |             |  |  |         |         |
|  | البحرين                                    | اليابان                                    | 1                                    | 1     |             |             |  |  |             |             |  |  |         |         |
|  | البحرين                                    |                                            | 7 فبراير 2024 – الدوحة (الثمامة)     | 1     |             |             |  |  |             |             |  |  |         |         |
|  | اليابان                                    | 3                                          |                                      |       |             |             |  |  |             |             |  |  |         |         |
|  | اليابان                                    | 3                                          | إيران                                | 2     |             |             |  |  |             |             |  |  |         |         |
|  | 29 يناير 2024 – الخور                      |                                            | إيران                                | 2     |             |             |  |  |             |             |  |  |         |         |
|  |                                            | قطر                                        | 3                                    |       |             |             |  |  |             |             |  |  |         |         |
|  | قطر                                        | قطر                                        | 3                                    | 2     |             |             |  |  |             |             |  |  |         |         |
|  | قطر                                        | 3 فبراير 2024 – الخور                      |                                      | 2     |             |             |  |  |             |             |  |  |         |         |
|  | فلسطين                                     | 1                                          |                                      |       |             |             |  |  |             |             |  |  |         |         |
|  | فلسطين                                     | 1                                          | قطر (ج.)                             | 1 (3) |             |             |  |  |             |             |  |  |         |         |
|  | 30 يناير 2024 – الوكرة                     |                                            | قطر (ج.)                             | 1 (3) |             |             |  |  |             |             |  |  |         |         |
|  |                                            | أوزبكستان                                  | 1 (2)                                |       |             |             |  |  |             |             |  |  |         |         |
|  | أوزبكستان                                  | أوزبكستان                                  | 1 (2)                                | 2     |             |             |  |  |             |             |  |  |         |         |
|  | أوزبكستان                                  |                                            |                                      | 2     |             |             |  |  |             |             |  |  |         |         |
|  | تايلاند                                    | 1                                          |                                      |       |             |             |  |  |             |             |  |  |         |         |
|  | تايلاند                                    | 1                                          |                                      |       |             |             |  |  |             |             |  |  |         |         |

### دور الستة عشر
| أستراليا                                                 | 4–0   | إندونيسيا |
| -------------------------------------------------------- | ----- | --------- |
| - باغوت 12' (ه.ذ.) - بويل 45' - غودوين 89' - سوتار 90+1' | تقرير |           |

| طاجيكستان                                      | 1–1 (ب.و.إ.) | الإمارات العربية المتحدة      |
| ---------------------------------------------- | ------------ | ----------------------------- |
| - خانونوف 30'                                  | تقرير        | - الحمادي 90+5'               |
| ركلات الترجيح                                  |              |                               |
| - نزاروف - خانونوف - بنجشنبه - سایروف - شکوروف | 5–3          | - إدريس - كايو - فابيو - صالح |

| العراق                | 2–3   | الأردن                                           |
| --------------------- | ----- | ------------------------------------------------ |
| - ناطق 68' - حسين 76' | تقرير | - النعيمات 45+1' - أبو عرب 90+5' - الرشدان 90+7' |

| قطر                                | 2–1   | فلسطين       |
| ---------------------------------- | ----- | ------------ |
| - الهيدوس 45+6' - عفيف 49' (ركلة.) | تقرير | - الدباغ 37' |

| أوزبكستان                        | 2–1   | تايلاند       |
| -------------------------------- | ----- | ------------- |
| - تورجونباييف 37' - فايزوليف 65' | تقرير | ساراتشارت 58' |

| السعودية                           | 1–1 (ب.و.إ.) | كوريا الجنوبية                                               |
| ---------------------------------- | ------------ | ------------------------------------------------------------ |
| - رديف 46'                         | تقرير        | - تشو غو سونغ 90+9'                                          |
| ركلات الترجيح                      |              |                                                              |
| - كنو - عبد الحميد - النجعي - غريب | 2–4          | - سون هيونغ مين - كم يونغ غوون - تشو غو سونغ - هوانغ هي-تشان |

| البحرين            | 1–3   | اليابان                           |
| ------------------ | ----- | --------------------------------- |
| - أويدا 64' (ه.ذ.) | تقرير | - دوان 31' - كوبو 49' - أويدا 72' |

| إيران                                              | 1–1 (ب.و.إ.) | سوريا                         |
| -------------------------------------------------- | ------------ | ----------------------------- |
| - طارمي 34' (ركلة.)                                | تقرير        | - خربين 64' (ركلة.)           |
| ركلات الترجيح                                      |              |                               |
| - أنصاريفرد - رضائيان - إبراهيمي - ترابي - حاج صفي | 5–3          | - صباغ - يوسف - أوسو - الدالي |

### ربع النهائي
| طاجيكستان | 0–1   | الأردن               |
| --------- | ----- | -------------------- |
|           | تقرير | - هانونوف 66' (ه.ذ.) |

| أستراليا     | 1–2 (ب.و.إ.) | كوريا الجنوبية                                     |
| ------------ | ------------ | -------------------------------------------------- |
| - غودوين 42' | تقرير        | - هوانغ هي-تشان 90+6' (ركلة.) - سون هيونغ مين 104' |

| إيران                                | 2–1   | اليابان      |
| ------------------------------------ | ----- | ------------ |
| - موهيبي 55' - جهانبخش 90+6' (ركلة.) | تقرير | - موريتا 28' |

| قطر                                             | 1–1 (ب.و.إ.) | أوزبكستان                                                 |
| ----------------------------------------------- | ------------ | --------------------------------------------------------- |
| - يوسوبوف 27' (ه.ذ.)                            | تقرير        | - هامروبيكوف 59'                                          |
| ركلات الترجيح                                   |              |                                                           |
| - عفيف - علي - علي مختار - البريك - بيدرو ميغيل | 3–2          | - شوكوروف - أشورماتوف - عمروف - عبد الرحماتوف - ماشاريبوف |

### نصف النهائي
| الأردن                       | 2–0   | كوريا الجنوبية |
| ---------------------------- | ----- | -------------- |
| - النعيمات 53' - التعمري 66' | تقرير |                |

| إيران                                           | 3–2   | قطر                   |
| ----------------------------------------------- | ----- | --------------------- |
| - آزمون 4' - جهانبخش 51' (ركلة.)سردار آزمون 82' | تقرير | - جابر 17' - عفيف 43' |

### النهائي
| الأردن       | 1–3   | قطر                                          |
| ------------ | ----- | -------------------------------------------- |
| النعيمات 67' | تقرير | عفيف 22' (ركلة.)، 73' (ركلة.)، 90+5' (ركلة.) |

## الإحصائيات

### الهدافون
عدد الأهداف المُسجلة  132 هدفًا  في 51 مباراة، بمتوسط 2.59 هدفًا في المباراة الواحدة.
8 أهداف
- أكرم عفيف

6 أهداف
- أيمن حسين

4 أهداف
- أياسي أويدا
- يزن النعيمات

3 أهداف
- مهدي طارمي
- موسى التعمري
- عدي الدباغ
- لي كانغ إن
- سون هيونغ مين

هدفان
- مارتن بويل
- كريغ غودوين
- جاكسون إرفين
- مهدي قائدي
- سردار آزمون
- علي رضا جهانبخش
- تاكومي مينامينو
- محمود المرضي
- حسن الهيدوس
- سوباتشاي جايديد
- سلطان عادل
- يحيى الغساني
- أبوسبيك فايزولايف
- عزيزبك تورغونبويف

هدف ذاتي

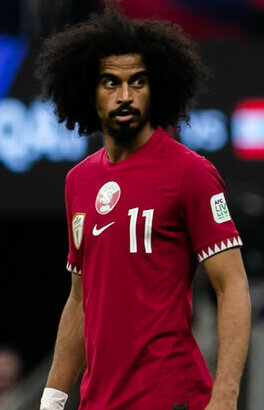
أكرم عفيف هداف البطولة برصيد 8 أهداف

- إلكان باغوت (ضد أستراليا)
- جوستين هوبنر (ضد اليابان)
- يزن العرب (ضد كوريا الجنوبية)
- بارك جونغ-وو (ضد الأردن)
- وحدت هانونوف (ضد الأردن)
- بدر ناصر (ضد فلسطين)
- أوتكير يوسوبوف (ضد قطر)

مصدر: AFC

### الانضباط
يُوقف اللاعب تلقائيًا في المباراة التالية بسبب المخالفات الآتية:
- الحصول على بطاقة حمراء (قد يجري تمديد تعليق البطاقة الحمراء للمخالفات الخطيرة)
- تلقي بطاقتين صفراوتين في مباراتين

جرى تقديم الإيقافات التالية أثناء البطولة:
| اللاعب                  | البطاقة | التعليق (الإيقاف)                                            |
| ----------------------- | --- | ------------------------------------------------------------ |
| هزاع علي هزاع           | تم إيقافه من قبل الاتحاد الاسيوي لعينة المنشطات الإيجابية بعد مباراة المجموعة الخامسة ضد كوريا الجنوبية (الجولة الأولى؛ 15 يناير 2024) | المجموعة الخامسة ضد الأردن (الجولة الثالثة؛ 25 يناير 2024)   |
| أمادوني كامولوف         | في كأس آسيا 2023 ضد قطر (الجولة الثانية؛ 17 يناير 2024)                                                                                | المجموعة الأولى ضد لبنان (الجولة الثالثة؛ 22 يناير 2024)     |
| خليفة الحمادي           | في كأس آسيا 2023 ضد فلسطين (الجولة الثانية؛ 18 يناير 2024)                                                                             | المجموعة الثالثة ضد إيران (الجولة الثالثة؛ 23 يناير 2024)    |
| باولو بينتو (مدرب)      | في المجموعة الثالثة ضد فلسطين (الجولة الثانية؛ 18 يناير 2024)                                                                          | المجموعة الثالثة ضد إيران (الجولة الثالثة؛ 23 يناير 2024)    |
| لي فام ثانه لونغ        | في كأس آسيا 2023 ضد إندونيسيا (الجولة الثانية؛ 19 يناير 2024)                                                                          | المجموعة الرابعة ضد العراق (الجولة الثالثة؛ 24 يناير 2024)   |
| تيراتون بونماتان        | في كأس آسيا 2023 ضد قيرغيزستان (الجولة الأولى؛ 16 يناير 2024) · في كأس آسيا 2023 ضد عمان (الجولة الثانية؛ 21 يناير 2024)               | المجموعة السادسة ضد السعودية (الجولة الثالثة؛ 25 يناير 2024) |
| أيزار أكماتوف           | في كأس آسيا 2023 ضد السعودية (الجولة الثانية؛ 21 يناير 2024)                                                                           | المجموعة السادسة ضد عمان (الجولة الثالثة؛ 25 يناير 2024)     |
| كيمي ميرك               | في كأس آسيا 2023 ضد السعودية (الجولة الثانية؛ 21 يناير 2024)                                                                           | المجموعة السادسة ضد عمان (الجولة الثالثة؛ 25 يناير 2024)     |
| قاسم الزين              | في المجموعة الأولى ضد طاجيكستان (الجولة الثالثة؛ 22 يناير 2024)                                                                        | الإيقاف خارج البطولة                                         |
| حسين كنعاني زاديغان     | في المجموعة الثالثة ضد فلسطين (الجولة 1؛ 14 يناير 2024) · في المجموعة الثالثة ضد الإمارات (الجولة الثالثة؛ 23 يناير 2024)              | دور الـ16 ضد سوريا (31 يناير 2024)                           |
| خوت فان خانغ            | في المجموعة الرابعة ضد العراق (الجولة الثالثة؛ 24 يناير 2024)                                                                          | الإيقاف خارج البطولة                                         |
| أيمن حسين               | في دور الـ16 ضد الأردن (29 يناير 2024)                                                                                                 | الإيقاف خارج البطولة                                         |
| حمزة الدردور            | في دور الـ16 ضد العراق (29 يناير 2024)                                                                                                 | ربع النهائي ضد طاجيكستان (2 فبراير 2024)                     |
| نزار الرشدان            | في المجموعة الخامسة ضد ماليزيا (الجولة الأولى؛ 15 يناير 2024) · في دور ال16 ضد العراق (29 يناير 2024)                                  | ربع النهائي ضد طاجيكستان (2 فبراير 2024)                     |
| عبد القادر خوسانوف      | في المجموعة الثانية ضد سوريا (الجولة الأولى؛ 13 يناير 2024) · في دور الـ16 ضد تايلاند (30 يناير 2024)                                  | ربع النهائي ضد قطر (3 فبراير 2024)                           |
| مهدي طارمي              | في دور الـ16 ضد سوريا (31 يناير 2024)                                                                                                  | ربع النهائي ضد اليابان (3 فبراير 2024)                       |
| سالم العجالين علي علوان | في المجموعة الخامسة ضد البحرين (الجولة الثالثة؛ 25 يناير 2024) · في ربع النهائي ضد طاجيكستان (2 فبراير 2024)                           | نصف النهائي ضد كوريا الجنوبية (6 فبراير 2024)                |
| كيم مين-جاي             | في المجموعة الخامسة ضد البحرين (الجولة الأولى؛ 15 يناير 2024) · في ربع النهائي ضد أستراليا (2 فبراير 2024)                             | نصف النهائي ضد الأردن (6 فبراير 2024)                        |
| ايدن أونيل              | في ربع النهائي ضد كوريا الجنوبية (2 فبراير 2024)                                                                                       | الإيقاف خارج البطولة                                         |
| شجاع خليل زاده          | في نصف النهائي ضد قطر (7 فبراير 2024)                                                                                                  | الإيقاف خارج البطولة.                                        |

1. ↑  في 24 يناير 2024 ، تم إيقاف علي مؤقتا بسبب اختبار المنشطات الإيجابي في انتظار قرار لجنة الانضباط والأخلاق في الاتحاد الآسيوي لكرة القدم. تم رفع تعليقه المؤقت في 30 يناير 2024.[35]

### الجوائز
اللاعب الأكثر قيمة
- أكرم عفيف[1]

أفضل هداف
- أكرم عفيف (8 أهداف)[1]

أفضل حارس مرمى
- مشعل برشم[2]

جائزة اللعب النظيف
- قطر

### الترتيب النهائي
| مركز                           | فريق                     | المجموعة | لعب | ف | ت | خ | نقاط | أ.له | أ.ع | ف.أ |
| ------------------------------ | ------------------------ | -------- | --- | - | - | - | ---- | ---- | --- | --- |
| 1                              | قطر                      | الأولى   | 7   | 6 | 1 | 0 | 19   | 14   | 5   | +9  |
| 3                              | الأردن                   | الخامسة  | 7   | 4 | 1 | 2 | 13   | 13   | 8   | +5  |
| ودعوا البطولة من النصف النهائي |                          |          |     |   |   |   |      |      |     |     |
| 3                              | إيران                    | الثالثة  | 6   | 4 | 1 | 1 | 13   | 12   | 7   | +5  |
| 4                              | كوريا الجنوبية           | الخامسة  | 6   | 2 | 3 | 1 | 9    | 11   | 10  | +1  |
| ودعوا البطولة من الربع النهائي |                          |          |     |   |   |   |      |      |     |     |
| 5                              | أوزبكستان                | الثانية  | 5   | 2 | 3 | 0 | 9    | 7    | 3   | +4  |
| 6                              | أستراليا                 | الثانية  | 5   | 3 | 1 | 1 | 10   | 9    | 3   | +6  |
| 7                              | اليابان                  | الرابعة  | 5   | 3 | 0 | 2 | 9    | 12   | 8   | +4  |
| 8                              | طاجيكستان                | الأولى   | 5   | 1 | 2 | 2 | 5    | 3    | 4   | -1  |
| ودعوا البطولة من دور الستة عشر |                          |          |     |   |   |   |      |      |     |     |
| 9                              | السعودية                 | السادسة  | 4   | 2 | 2 | 0 | 8    | 5    | 2   | +3  |
| 10                             | الإمارات العربية المتحدة | الثالثة  | 4   | 1 | 2 | 1 | 5    | 6    | 5   | +1  |
| 11                             | سوريا                    | الثانية  | 4   | 1 | 2 | 1 | 5    | 2    | 2   | 0   |
| 12                             | العراق                   | الرابعة  | 4   | 3 | 0 | 1 | 9    | 10   | 7   | +3  |
| 13                             | تايلاند                  | السادسة  | 4   | 1 | 2 | 1 | 5    | 3    | 2   | +1  |
| 14                             | فلسطين                   | الثالثة  | 4   | 1 | 1 | 2 | 4    | 6    | 7   | -1  |
| 15                             | البحرين                  | الخامسة  | 4   | 2 | 0 | 2 | 6    | 4    | 6   | -2  |
| 16                             | إندونيسيا                | الرابعة  | 4   | 1 | 0 | 3 | 3    | 3    | 10  | -7  |
| ودعوا البطولة من دور المجموعات |                          |          |     |   |   |   |      |      |     |     |
| 17                             | عمان                     | السادسة  | 3   | 0 | 2 | 1 | 2    | 2    | 3   | -1  |
| 18                             | الصين                    | الأولى   | 3   | 0 | 2 | 1 | 2    | 0    | 1   | -1  |
| 19                             | لبنان                    | الأولى   | 3   | 0 | 1 | 2 | 1    | 1    | 5   | -4  |
| 20                             | قرغيزستان                | السادسة  | 3   | 0 | 1 | 2 | 1    | 1    | 5   | -4  |
| 21                             | ماليزيا                  | الخامسة  | 3   | 0 | 1 | 2 | 1    | 3    | 8   | -5  |
| 22                             | فيتنام                   | الرابعة  | 3   | 0 | 0 | 3 | 0    | 4    | 8   | -4  |
| 23                             | هونغ كونغ                | الثالثة  | 3   | 0 | 0 | 3 | 0    | 1    | 7   | -6  |
| 24                             | الهند                    | الثانية  | 3   | 0 | 0 | 3 | 0    | 0    | 6   | -6  |